# Эйзен-фон-Шварценберг, Карл Фёдорович
Карл Фёдорович Эйзен фон Шварценберг (нем. Carl Johann Gottfried Eisen von Schwartzenberg; 14 (25) мая 1785 — 22 августа (3 сентября) 1848) — российский генерал-майор, участник Наполеоновских войн, командир Киевского арсенала.

## Биография
Родился в Риге 14 (25) мая 1785 года в семье артиллерии капитана Готфрида (Фёдора Ивановича) Эйзена фон Шварценберга (1749—1809) и Шарлотты Марии, урождённой Шельтинг, крещён 21 мая в церкви Св. Гертруды. Внук писателя Иоанна Георга Эйзена.
Был записан на военную службу «на свой кошт сержантом» в 1789 году, в действительную службу вступил тем же чином 20 августа 1795 года в артиллерийский гарнизон крепости Динамюнде, где служил его отец. 20 сентября 1797 года переименован юнкером в том же гарнизоне. 25 апреля 1801 года произведён в подпоручики 2-го артиллерийского полка.
В 1806—1807 годах в составе 7-й артиллерийской бригады принимал участие в кампании против французов в Восточной Пруссии, был награждён золотым крестом за Прейсиш-Эйлау.
В 1810 году штабс-капитан 9-й артиллерийской бригады, воевал с турками в Молдавии, Валахии и Болгарии: 23 мая был при осаде Силистрии; 26 мая «на батарее в действительном сражении до покорения крепости»; в июле при обложении Рущука, причём 13 июля под крепостью был ранен пулей в висок с лишением зрения на правый глаз; также был при наведении переправ через Дунай. После ранения переведён в резервные части.
В 1812 году капитан понтонной № 11 роты 1-й запасной артиллерийской бригады в Риге, командовал артиллерией на Задвинских укреплениях, участвовал в сражении при Мезотене. В конце 1812 года находился при Главной армии, в 1813 году — при блокаде Данцига. За отличие награждён орденом Св. Владимира 4-й ст. с бантом.
По окончании Наполеоновских войн Эйзен-фон-Шварценберг служил при Киевском арсенале, 10 декабря 1816 года произведён в подполковники. В 1823 году командовал 1-й батарейной ротой 4-й артиллерийской бригады.
Был масоном, в 1821 году состоял в киевской масонской ложе «Соединённых славян». Завёл в Киеве при 3-й понтонной роте школу взаимного обучения на 160 человек.
11 января 1825 года назначен штаб-офицером по искусственной части при Киевском арсенале. В 1826 году Эйзен-фон-Шварценберг привлекался к следствию по делу декабристов, его принадлежность к Южному обществу не подтвердилась. Подозревался в принадлежности к Киевскому тайному обществу.
В 1827 году произведён в полковники и в 1831 году участвовал в подавлении восстания в Польше, исполняя поручения главнокомандующего И. Ф. Паскевича «главным образом по устройству переправ и снабжению армии оружием и военными припасами», командовал экспедицией по охране складов, причём с десантным отрядом отразил нападение повстанцев.
В 1834—1840 годах — командир Петербургского арсенала, с 1840 года — командир Киевского арсенала. 10 сентября 1835 года произведён в генерал-майоры (со старшинством от 7 апреля).
Скончался 22 августа (3 сентября) 1848 года.

## Награды[3]
- Крест «За победу при Прейсиш-Эйлау» (30 ноября 1807)
- Золотая шпага с надписью «За храбрость» (18 сентября 1810)[4]
- Орден Св. Владимира 4-й ст. с бантом (3 сентября 1814)
- Орден Св. Георгия 4-й ст. (16 декабря 1821, № 3581 по кавалерскому списку Григоровича — Степанова) — за 25 лет беспорочной службы;
- Орден Св. Анны 2-й ст. (25 марта 1828, императорская корона к ордену 2 августа 1831)
- Польский знак отличия за военное достоинство 3-й ст. (1832)
- Орден Св. Владимира 3-й ст. (21 сентября 1832)
- Знак отличия беспорочной службы за XXX лет (22 августа 1834)
- Орден Св. Станислава 1-й ст. (3 апреля 1843)
- Знак отличия беспорочной службы за XL лет (22 августа 1844)
- Орден Св. Анны 1-й ст. (28 января 1846)

## Семья
Младший брат Карла Иоганн Леонард (1787—1812) — поручик артиллерии, участник Бородинского сражения, за отличие произведён в штабс-капитаны и 19 декабря 1812 года награждён золотой шпагой с надписью «За храбрость».
Карл Фёдорович был женат (с 1811 года) на Иоганне Катарине Пихлау. Дети:
- Николай Эбергард (6.08.1812 — ?)[7];
- Иоганн Николай Леонард (10.08.1813 — ?)[8];
- Карл Готфрид (Иоанн) (20.02.1824 — 17.06.1906) — генерал-майор в отставке (1874), художник-любитель;
- Николай (1831—1910) — генерал от инфантерии в отставке (1891);
- Констанция (? — 1874).